# Jardin Solange-Faladé
Le jardin Solange-Faladé, anciennement jardin Debergue - Rendez-Vous, est un espace vert du 12e arrondissement de Paris, dans le quartier du Bel-Air.

## Situation et accès

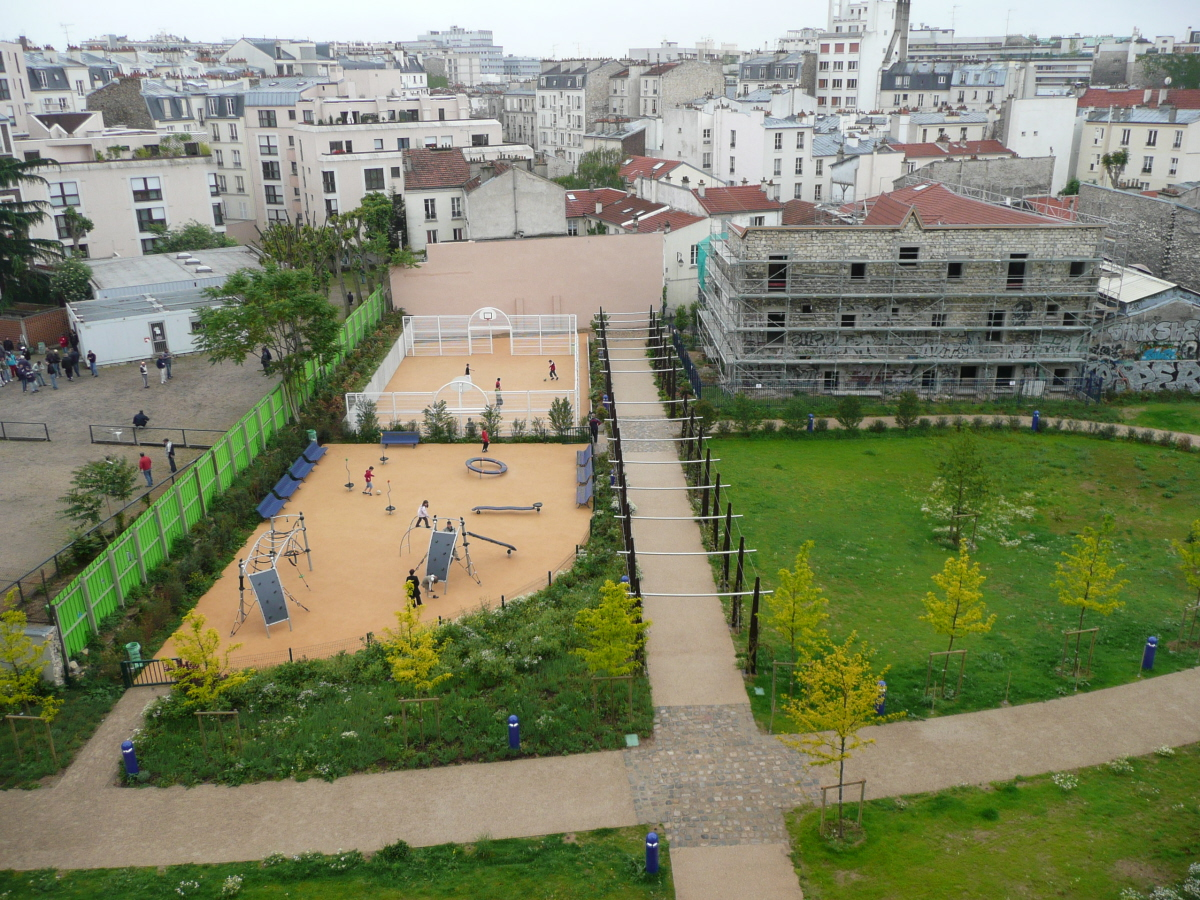
Espaces de jeu.

Le jardin Solange-Faladé est un grand jardin (6 300 m2) du 12e arrondissement de Paris. Situé derrière la cité Debergue, et enclavé entre une école et des immeubles d'habitation, son accès se fait par la rue du Rendez-Vous. Il comprend une pelouse centrale arborée, et s'organise le long d'une allée en courbe plantée de féviers d'Amérique. Divers espaces pour petits et adolescents et un jardin pédagogique de 100 à 150 m2 ont également été prévus. L'architecture de la maison de gardien et des locaux techniques a été réalisée de façon à préserver au maximum l'environnement.
Dans une deuxième phase, une extension du jardin est prévue sur 2 500 m2 supplémentaires avec un accès par l’avenue du Docteur-Arnold-Netter.
Ce site est accessible par la rue du Rendez-Vous.
Il est desservi par la ligne 6 à la station de métro Picpus.

## Origine du nom
Il portait originellement le nom des deux voies qui l'entouraient, la cité Debergue, qui doit son nom à un propriétaire de terrains, et la rue du Rendez-Vous.
Depuis une délibération du Conseil de Paris du mois de juin 2024, il porte le nom de Solange Faladé, médecin, anthropologue et psychanalyste française d'origine béninoise,.

## Historique
Le jardin est inauguré le 12 mai 2007.
En 2019, un projet immobilier lié à la création d'un espace vert voisin, amène l'abattage de vingt-cinq arbres, rencontrant l'opposition de certains riverains,.